# Oost west, thuis best
Oost west, thuis best is het 260e stripverhaal van Jommeke. De reeks wordt getekend door Studio Jef Nys.Het album verscheen op 6 juni 2012.

## Personages
In dit verhaal spelen de volgende personages mee:
- Jommeke, Flip, Filiberke, Professor Gobelijn, Mic Mac Jampudding, Arabella Pott.

## Verhaal
Op een eiland ergens ver weg in de Indische Oceaan, is een strijd aan de gang tussen de koning en zijn broer om de troonopvolging. De boosaardige broer wil zijn zoontje op de troon krijgen en heeft achter de schermen de eigenlijke macht overgenomen. Om de koning te dwingen dat diens kinderen geen recht meer zouden hebben op de troon laat hij hen verbannen.
Een tijdje later krijgt Jommeke bezoek. De man heeft een lijstje in zijn bezit waar de vier kinderen gevangen zitten. Jommeke beslist direct om de kinderen weer op te sporen. Jommeke en zijn vrienden vertrekken snel met de vliegende bol. Eens op de eerste locatie komen ze via Flip al snel op het spoor van de gijzelnemers en kan het eerste prinsje vrij vlot bevrijd worden. De tweede locatie is Schotland. Met een simpele list kan ook hier een bevrijding gedaan worden. De derde locatie brengt het gezelschap in de Far West. Ook daar is snel duidelijk wat er aan de hand is. De Ketelbuiken gijzelen een prinsesje. Daar de Ketelbuiken nogal veel sterkedrank drinken en ze hierdoor helemaal niet zo aandachtig zijn, verloopt ook hier alles zonder grote problemen. Voor de laatste bestemming moeten ze richting Lapland. Ook deze gijzelnemers kunnen buitenspel gezet worden. Nu de kinderen weer verenigd zijn wordt koers gezet naar hun thuisland waar een hartelijk weerzien met hun ouders plaatsvindt.
De boosaardige broer druipt af nu hij ontmaskerd is. Eind goed, al goed.